# Erica inconstans
Erica inconstans là một loài thực vật có hoa trong họ Thạch nam. Loài này được Zahlbr. mô tả khoa học đầu tiên năm 1905.